# 物理変化
物理変化（ぶつりへんか、英語：physical change）とは、物体や物質の変化のなかで、物の材質は変わらないような変化である。具体的には次のようなものがある。
- 物体の変形　伸縮、切断、分裂、接合
- 目に見える混合　固体粒子と液体、固体粒子同士
- 分子レベルの混合　溶解、液体同士の混合、気体同士の混合
- 三態間の状態変化

物の材質が変わるような変化には、化学変化と核反応や素粒子反応がある。ミクロに見れば、原子間の結合の組み替えが起きるのが化学変化であり、分子の位置のみが変化するのが物理変化である。どちらも原子自体は変化しないが、原子が別の原子に変化するのが核反応である。関与する1モル当たりのエネルギーは、物理変化＜化学変化＜核反応、の順に大きくなる。
なお現在の自然科学の分類では、化学変化を扱う分野は化学、物理変化を扱う分野は物理学または物理化学、核反応や素粒子反応を扱う分野も物理学と分類されている。

## 物理変化と化学変化の境界
以下に物理変化とも化学変化とも見なしうる例を挙げる。このような変化について、無理に化学変化か物理変化かという二分法を当てはめようとすることは建設的とは言えない。
- 塩の水溶液　イオン性化合物を水に溶解すればイオンに分かれるが、これは化学変化でもある。だがその溶解挙動は、明確に物理変化と見なせる分子性化合物の溶解との区別はつけにくい。
- 結晶水の吸脱着
- 合金 　合金では普通、任意の割合で混合しその性質が連続的変化しかしない場合は固溶体と呼び、単なる物理的混合物と見なされるが、特定比率での相が生じる場合は化合物が形成されたと見なされる。
- 固体の相変化　ダイヤモンドと黒鉛、合金系の相転移、マントルや岩石の相転移
- DNAの二本鎖と一本鎖の転移